# Georg Zimmermann
Georg Zimmermann (ur. 11 października 1997 w Augsburgu) – niemiecki kolarz szosowy.

## Osiągnięcia
Opracowano na podstawie:

2015
- 2. miejsce w mistrzostwach Niemiec juniorów (start wspólny)
- 2. miejsce w GP Général Patton
  - 1. miejsce w klasyfikacji punktowej
- 1. miejsce na 1. etapie Oberösterreich Juniorenrundfahrt

2018
- 1. miejsce na 3. etapie Giro della Regione Friuli Venezia Giulia
- 3. miejsce w Raiffeisen Grand Prix

2019
- 3. miejsce w Istarsko Proljeće
- 1. miejsce w Trofeo Piva
- 1. miejsce w Coppa della Pace
- 1. miejsce w klasyfikacji górskiej Österreich-Rundfahrt

2020
- 1. miejsce w klasyfikacji górskiej Étoile de Bessèges

2021
- 3. miejsce w mistrzostwach Niemiec (start wspólny)
- 1. miejsce na 2. etapie Tour de l’Ain
- 1. miejsce w klasyfikacji młodzieżowej Deutschland Tour

2022
- 3. miejsce w Giro dell’Appennino
- 1. miejsce w klasyfikacji młodzieżowej Deutschland Tour

2023
- 1. miejsce na 6. etapie Critérium du Dauphiné

## Rankingi
| Rok             | 2017  | 2018 | 2019 | 2020 | 2021 | 2022 | 2023 | 2024 |
| --------------- | ----- | ---- | ---- | ---- | ---- | ---- | ---- | ---- |
| World Ranking   | 2779. | 820. | 458. | 404. | 206. | 190. | 104. | 182. |
| UCI Europe Tour | 1823. | 593. | 356. | 330. | 178. | 157. | 85.  | -    |
|                 |       |      |      |      |      |      |      |      |
| Źródło: UCI     |       |      |      |      |      |      |      |      |